# Allah Peliharakan Sultan
Allah Peliharakan Sultan (Jawi:  الله فليهاراكن سلطن , "God, bescherm de Sultan") is het volkslied van Brunei. De tekst werd geschreven door Haji Awang Besar Sagap en de muziek is van Yura Halim. Het lied werd al in 1947, 37 jaar voor de onafhankelijkheid van Brunei, geschreven.

## Tekst
| Maleis (Latijns alfabet) Ya Allah lanjutkanlah Usia Kebawah Duli Yang Maha Mulia Adil berdaulat menaungi nusa Memimpin rakyat kekal bahagia Hidup sentosa Negara dan Sultan Ilahi selamatkan Brunei Darussalam | Maleis (Jawi alfabet) يا الله لنجوتكنله اوسيا كباوه دولي يڠ مها مليا عاديل بردولت منأوڠي نوسا مميمڤين رعية ککل بهاڬيا هيدوڤ سنتوسا نڬارا دان سلطان الهي سلامتكن بروني دارالسلام | Nederlands O God geef een lang leven aan zijne Majesteit Regeer en bescherm rechtvaardig het land Leid het volk voor altijd gelukkig Vredig leve het land en de Sultan God, bescherm Brunei, het huis van de vrede. |